# Tider för flaggning efter land
Tiderna för när flaggor ska hissas och halas ned skiljer sig något mellan olika länder. I princip beror det på hur man i varje land valt att omsätta tumregeln att man endast flaggar under den ljusa delen av dygnet (med undantaget att fartyg under gång flaggar även på natten), till mer exakta tider och principer, i lagar, regler eller rekommendationer. Nedan redovisas praxis för några länder närmare.

## Tider för flaggning

### Finland
I Finland gäller att flaggning börjar klockan 8 och slutar vid solnedgången, dock senast klockan 21. Flaggning på Finlands flaggas dag börjar midsommaraftonen klockan 18 och slutar midsommardagen klockan 21. På självständighetsdagen och sådan valdag då röstningen upphör efter solnedgången slutar flaggningen klockan 20. Ledningen vid statens ämbetsverk och inrättningar har möjlighet att avvika från dessa klockslag om det finns någon särskild orsak till det.

### Sverige
I Sverige finns inga allmänna regler om tider för flaggning. Enskilda personer, företag och föreningar får själv bestämma på vilka tider man vill flagga. Som en riktlinje brukar Försvarsmaktens regler anges.
Inom svenska Försvarsmakten gäller följande tider: 
- 1 mars -- 31 oktober: flaggan hissas kl 08.00
- 1 november -- 28 (29) februari: flaggan hissas kl 09.00
- Flaggan halas ned vid solens nedgång, dock senast kl 21.00

På grund av midvintermörkret norr om polcirkeln uppstår problem med flagghissning då solen inte går upp. De militära regler som tillämpas i Kiruna säger att under perioden 7 december -- 3 januari hissas flaggan 09.00 och halas ned 11.50. Efter den 3 januari halas flaggan ned några minuter senare varje dag, tills tiden stämmer med den normala tidtabellen.

### USA
I USA anges i lag att det är en allmän sed att endast låta ha flaggan hissad från solens uppgång till dess nedgång vad gäller flaggning på byggnader och fristående flaggstänger. När "en patriotisk effekt" efterfrågas, är det dock tillåtet att ha en flagga hissad dygnet runt, under förutsättning att flaggan är upplyst under dygnets mörka timmar.